# Číslice cyrilice

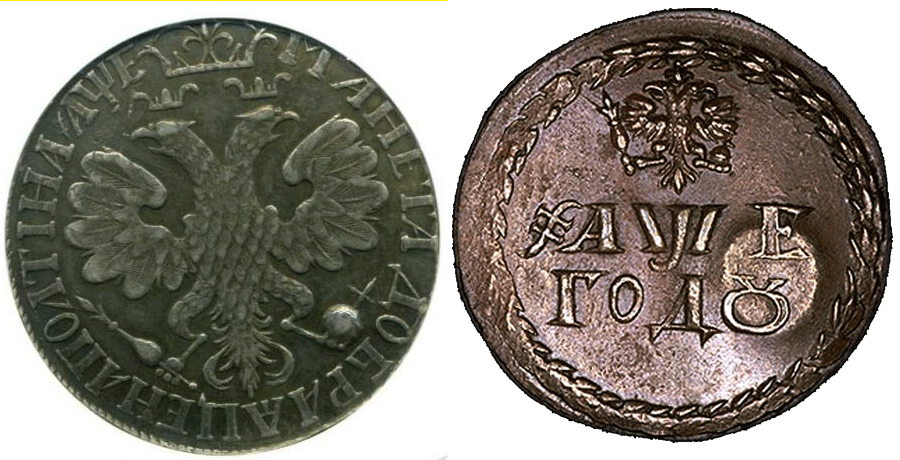
Rub stříbrného půlrublu (vlevo) a měděná mince se znakem vousů vydaných v roce 1705 s číslicemi cyrilice (҂АѰЕ).

Číslice cyrilice je číselná soustava odvozená od cyrilice, která vznikla v První bulharské říši na konci 10. století. Soustava se používala v První bulharské říši a u jižních a východních Slovanů. Tento systém byl používán v Rusku nejpozději až do počátku 18. století, kdy ho Petr Veliký nahradil v rámci své iniciativy občanské reformy písma arabskými číslicemi. Číslice cyrilice hrály také roli v plánech měnové reformy Petra Velikého, stříbrné kopějky vydané po roce 1696 a strojně ražených mincí vydaných mezi 1700 a 1722 s vepsaným datem pomocí číslic cyrilice. Do roku 1725 byly ruské imperiální mince převedeny na arabské číslice. Číslice cyrilice lze stále nalézt v knihách napsaných církevní slovanštinou.

## Obecný popis
Systém je kvazi-desítkový abecední systém, ekvivalentní řeckému číselnému systému, ale psaný odpovídajícími grafémy cyrilicí. Pořadí je založeno na původní řecké abecedě, spíše než na standardním abecedním pořadí cyrilice.
Samostatné písmeno je přiřazeno ke každé jednici (1, 2, … 9) a každému násobku deseti (10, 20, … 90) a každému násobku stovky (100, 200, … 900). K odlišení čísel od textu, se nad čísly někdy maluje tzv. titlo (  ҃  ) nebo se někdy odlišují tečkami. Čísla jsou psána tak, jak se vyslovují v slovanštině, obvykle od vyšší pozice k nižší pozici, s výjimkou číslic 11 až 19, které se píšou a vyslovují s jednotkami před desítkami; například ЗІ (17) je "семнадсять" (doslova sedm-nad-deset, viz česky sedm-náct).
Příklady:
- (҂аѱѕ) – 1706
- (҂зриі) – 7118

Aby se určila hodnota číslice cyrilice, sčítá se hodnota všech znaků: například ѰЗ je 700 + 7, což je 707. Pokud je číslo větší než 999 (ЦЧѲ), používá se znaménko pro tisíce (҂) pro násobení číselné hodnoty: například ҂Ѕ je 6000, zatímco ҂Л҂В se vyhodnotí jako 30 000 + 2000, což dělá 32 000. K vytvoření větších čísel se užívá modifikační značka, která značí, že se obkroužené číslo vynásobí. 

Modifikované znaky používané k označení hodnot 1000 a větších.Například А҉ označuje 1 milion.

## Číslice hlaholice

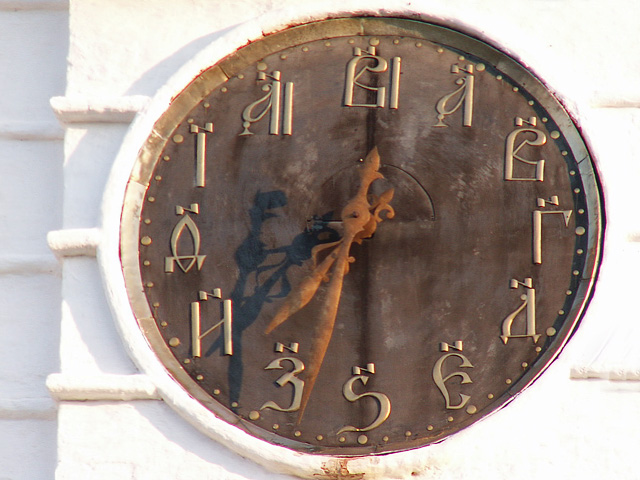
Věžní hodiny s číslicemi cyrilice v Suzdalu

Číslice hlaholice jsou podobné číslicím cyrilice s výjimkou toho, že číselné hodnoty jsou přiřazeny podle původního abecedního pořadí hlaholice.  Znaky pro hodnoty jednotek, desítek a stovek jsou zkombinovány do formy konkrétních číslic, například ⰗⰑⰂ je 500 + 80 + 3 neboli 583. Stejně jako u číslic cyrilice jsou čísla 11 až 19 typicky psané s jednicemi před symbolem pro 10; Například ⰅⰊ je 6 + 10, což je 16. Zatímco číslice cyrilice používají pozměněné znaky pro čísla větší než 999, některé dokumenty svědčí o použití hlaholických znaků pro čísla 1000 až 6000, i když byla zpochybněna platnost číslic 3000 a vyšších.

## Tabulka hodnot
| hodnota | řečtina   | cyrilice | hlaholice |
| ------- | --------- | -------- | --------- |
| 1       | Α'        | А        | Ⰰ         |
| 2       | Β'        | В        | Ⰱ         |
| 3       | Γ'        | Г        | Ⰲ         |
| 4       | Δ'        | Д        | Ⰳ         |
| 5       | Ε'        | Е        | Ⰴ         |
| 6       | Ϛ'nebo Ϝ' | Ѕ        | Ⰵ         |
| 7       | Ζ'        | З        | Ⰶ         |
| 8       | Η'        | И        | Ⰷ         |
| 9       | Θ'        | Ѳ        | Ⰸ         |

| hodnota | řečtina | cyrilice | hlaholice |
| ------- | ------- | -------- | --------- |
| 10      | Ι'      | І        | Ⰺ nebo Ⰹ  |
| 20      | Κ'      | К        | Ⰻ         |
| 30      | Λ'      | Л        | Ⰼ         |
| 40      | Μ'      | М        | Ⰽ         |
| 50      | Ν'      | Н        | Ⰾ         |
| 60      | Ξ'      | Ѯ        | Ⰿ         |
| 70      | Ο'      | О        | Ⱀ         |
| 80      | Π'      | П        | Ⱁ         |
| 90      | Ϟ'      | Ч nebo Ҁ | Ⱂ         |

| hodnota | řečtina | cyrilice | hlaholice |
| ------- | ------- | -------- | --------- |
| 100     | Ρ'      | Р        | Ⱃ         |
| 200     | Σ'      | С        | Ⱄ         |
| 300     | Τ'      | Т        | Ⱅ         |
| 400     | Υ'      | Ѵ        | Ⱆ         |
| 500     | Φ'      | Ф        | Ⱇ         |
| 600     | Χ'      | Х        | Ⱈ         |
| 700     | Ψ'      | Ѱ        | Ⱉ         |
| 800     | Ω'      | Ѡ        | Ⱋ         |
| 900     | Ϡ'      | Ц nebo Ѧ | Ⱌ         |

| modifikující znaky v cyrilici |                             |      |         |
| násobitel                     | název (česky)               | znak | příklad |
| 1000                          | Тысяча знак (značka tisíc)  | ҂    |         |
| 10 000                        | Тьма (myriáda)              | ⃝     |         |
| 100 000                       | Легион (legie)              | ҈     |         |
| 1 000 000                     | Леодр (legie legií)         | ҉     |         |
| 10 000 000                    | Вран (Ворон) (havran/vrána) | ꙰     |         |
| 100 000 000                   | Колода (žlab/kláda)         | ꙱     |         |
| 1 000 000 000                 | Тьма тем (hodně myriád)     | ꙲     | слева   |

| tisíce v hlaholici |           |
| hodnota            | hlaholice |
| 1 000              | Ⱍ         |
| 2 000              | Ⱎ         |
| 3 000              | Ⱏ nebo Ⱐ  |
| 4 000              | Ⱑ         |
| 5 000              | Ⱓ         |
| 6 000              | Ⱗ         |

## Počítačové kódy
| znak                   | ҃                                | ҃                                | ҂                      | ҂                      | ⃝                                         | ⃝                                         | ҈                                         | ҈                                         |
| jméno v Unicode        | slučovací znak titlo v cyrilici | slučovací znak titlo v cyrilici | znak tisíce v cyrilici | znak tisíce v cyrilici | znak násobitele desítek tisíc v cyrilici | znak násobitele desítek tisíc v cyrilici | znak násobitele stovky tisíce v cyrilici | znak násobitele stovky tisíce v cyrilici |
| kódování znaků         | decimal                         | hex                             | decimal                | hex                    | decimal                                  | hex                                      | decimal                                  | hex                                      |
| Unicode                | 1155                            | 0483                            | 1154                   | 0482                   | 8413                                     | 20DD                                     | 1160                                     | 0488                                     |
| UTF-8                  | 210 131                         | D2 83                           | 210 130                | D2 82                  | 226 131 157                              | E2 83 9D                                 | 210 136                                  | D2 88                                    |
| odkaz na číselné znaky | &#1155;                         | &#x0483;                        | &#1154;                | &#x0482;               | &#8413;                                  | &#20DD;                                  | &#1160;                                  | &#x0488;                                 |

| znak                   | ҉                                   | ҉                                   | ꙰                                          | ꙰                                          | ꙱                                       | ꙱                                       | ꙲                                          | ꙲                                          |
| znak Unicode           | znak násobitele miliónu v cyrilici | znak násobitele miliónu v cyrilici | znak násobitele deseti miliónů v cyrilici | znak násobitele deseti miliónů v cyrilici | znak násobitele sta miliónů v cyrilici | znak násobitele sta miliónů v cyrilici | znak násobitele tisíce miliónů v cyrilici | znak násobitele tisíce miliónů v cyrilici |
| kódování znaků         | decimal                            | hex                                | decimal                                   | hex                                       | decimal                                | hex                                    | decimal                                   | hex                                       |
| Unicode                | 1161                               | 0489                               | 42608                                     | A670                                      | 42609                                  | A671                                   | 42610                                     | A672                                      |
| UTF-8                  | 210 137                            | D2 89                              | 234 153 176                               | EA 99 B0                                  | 234 153 177                            | EA 99 B1                               | 234 153 178                               | EA 99 B2                                  |
| odkaz na číselné znaky | &#1161;                            | &#x0489;                           | &#42608;                                  | &#xA670;                                  | &#42609;                               | &#xA671;                               | &#42610;                                  | &#xA672;                                  |